# Dany Vandenbossche
Pour les articles homonymes, voir Vandenbossche.
Dany Vandenbossche, né le 2 avril 1956  à Bruges et mort à Gand le 1er décembre 2013, est un homme politique belge flamand, membre du sp.a.

## Biographie
Dany Vandenbossche était licencié en droit et en criminologie de l'Université de Gand (RUG).
Il a quitté la politique active lorsque son parti ne lui a pas proposé une place éligible lors des élections de 2009.
Président du Vermeylenfonds depuis 2012, il avait été nommé président de la Louis Paul Boon Genootschap (« Société Louis Paul Boon ») quelques semaines avant sa mort.

## Fonctions politiques
- 1990-1995 : vice-président du CPAS de Gand
- 1995-2006 : conseiller communal de Gand
- 1995-1996 : échevin de la Culture de Gand
- 1995-1999 : député fédéral
- 2007-2007 : sénateur de Communauté
- 1999-2009 : député au Parlement flamand

## Distinctions
- Chevalier de l'Ordre de Léopold (2004)